# Radio Bemba Sound System
Radio Bemba Sound System és el tercer disc en solitari d'en Manu Chao, antic cantant i líder de la banda hispano-francesa Mano Negra. Publicat l'any 2002, és un recull d'actuacions en directe pertanyents a la gira d'aquell estiu que va fer en Manu Chao amb la seva banda, també anomenada Radio Bemba Sound System. Les cançons interpretades pertanyen tant al repertori de Mano Negra (Machine Gun, Caba Babylon), com als discs en solitari (El viento, Minha galera...) i d'altres inèdites (Rumba de Barcelona, Cahi en la trampa...) Va ser el darrer disc que en Manu Chao va publicar amb Virgin Records.